# ベロエ湖
ベロエ湖（ベロエこ、白湖、ベーロエ湖、Белое, Beloye）はロシア北部のヴォログダ州にある湖である。北にあるオネガ湖と、南のヴォルガ川の中間に位置する。丸い形の湖の直径は約46kmで、深さは最大で33m。
主な流入河川にはコヴジャ川（Ковжа）、ケマ川（Кема）、メグラ川（Мегра）などがある。流出する河川はシェクスナ川で、ヴォルガ川のダム湖・ルイビンスク貯水池へと注いでいる。
ベロエ湖はヴォルガ川とバルト海とをつなぐヴォルガ・バルト水路の一部をなしており、貨物船やクルーズ船も行き交う。ロシアでも最古級の町・ベロゼルスク（古名ベロオゼロ）はベロエ湖南岸にある。
座標: 北緯60度10分 東経37度38分 / 北緯60.167度 東経37.633度